# ويليام جونز (مصارع محترف)
ويليام جونز (بالإنجليزية: Chilly Willy)‏ (و. 1969 – م) هو مصارع محترف، من الولايات المتحدة الأمريكية، ولد في غولدزبورو، كارولاينا الشمالية.

## الخدمة العسكرية
خدم في القوات البرية للولايات المتحدة.

## جوائز
حصل على جوائز منها:
- ميدالية النجمة البرونزية
- وسام القلب الأرجواني.

## وصلات خارجية
- ويليام جونز على موقع CageMatch worker (الإنجليزية)

- ويليام جونز على موقع IMDb (الإنجليزية)